# 梁小龍
梁小龍（英語：Bruce Leung Siu Lung，1948年4月28日—），原名梁財生，生於香港，祖籍廣東，香港武打演员。
早在1970年代，在香港演藝圈與李小龍、成龍、狄龍號稱“四龍”，1980年代於香港麗的電視劇《大俠霍元甲》演出劇中霍元甲大徒弟陳真。後來退出香港娛樂圈，於中國大陸從商數年。
2004年復出參演周星馳電影《功夫》裡的火雲邪神一角，人氣再度急升。
他是亞洲電視男藝員之中少數從未效力過無綫電視藝人的之一。

## 經歷
根據第937期《壹週刊》專訪報導，梁小龍生于香港貧寒家庭，與祖母相依為命，住在九龍油麻地區，曾學詠春、空手道 ，15歲做替身演員，拍過多部電視劇及電影，1973年主演電影《生龍活虎》，而其中1981年參演的電視劇《大俠霍元甲》、1982年的《陳真》，梁小龍演繹劇中的陳真為人所熟悉，八十年代中期曾返中國大陸，得到統戰部邀請參觀天津霍元甲故居，還獲开国元帅葉劍英接見。經人介紹在內地從商，息影近二十年。
其首任妻子是著名混血兒歌手黎愛蓮，育有一女，叫梁子文，後來再婚。現任妻子是宋驤，再育有一對子女，其女兒叫梁靖南。

## 轶事
周星馳找他演電影《功夫》，初次見面，周星馳搖梁小龍大腿問：「你真係好打得？」（你有這么能打？），在舊時代，此問話就形同挑釁，後來在拍攝中要求他做出挖耳屎、挖鼻屎小動作，而且周星馳在劇情中加插侮辱性招式，如要對手下跪或舔鞋底。
梁小龍人氣再升後，人紅是非多，70歲的他竟然有緋聞傳出。2018年梁小龍的微博竟然出現「告白」博文，並放上一張他與一名年輕女子視像通話的cap圖，自稱瞞着太太帶着該女人到橫店拍戲二十多天，每天廿四小時在一起，感到太開心，更直言「養」了該女人多年。雖然「告白」博文不久即被刪除，即時引來嘩然，欲知是否「真告白」，還是「被黑客入侵」。其後梁小龍的好友丁羽接受傳媒訪問時即為好友澄清。自稱是他徒弟的靖龍亦在微博代師父澄清，稱是網絡暴力，並說：「家師微博在一個月前就已經被盜，家師年紀已大，不太會用微博，所以被盜後也沒有當回事。」要求大家不要誤信謠言，不要以訛傳訛。最後更直言必要時會採取法律行動。最後緋聞未經事實核查，不了了之。

## 電視劇（佳藝電視）
- 1976年 《精武門》 飾 霍元甲
- 1976年 《射雕英雄傳》 飾 楊康
- 1976年 《廣東好漢》 飾 童千斤
- 1976年 《神雕俠侶》 飾 耶律齊
- 1977年 《萍蹤俠影錄》 飾 雲重

## 電視劇（麗的電視/亞洲電視）
- 1979年 《天龍訣》 飾 小子方真
- 1980年 《湖海爭霸錄》 飾 司空傲世
- 1980年 《大內群英》 飾  韓沖
- 1980年 《大內群英續集》 飾 韓沖
- 1980年 《浪濺長堤》 飾 癲馬
- 1981年 《自由萬歲》
- 1981年 《女媧行動》 飾 梁瑞節
- 1981年 《大俠霍元甲》 飾 陳真
- 1981年 《大控訴》 飾 馬敬松
- 1982年 《陳真》 飾 陳真
- 1982年 《風塵三奇俠》 飾 田小路
- 1983年 《飛躍擂台》
- 1983年 《再向虎山行》 飾 姚立中
- 1983年 《鐵膽英雄》 飾 周放屠
- 1984年 《四大名捕》 飾 追命-崔略商

## 電視劇（中國大陸）
- 2001年 《陳真後傳》 飾 陳真
- 2007年 《食神》
- 2013年 《葉問》 飾 梁璧
- 2020年 《大侠霍元甲》飾 孫無疾
- 2021年 《大飯店傳奇》(網絡劇，客串，2017年拍攝)

## 電視節目
- 2007年 《電視風雲五十年》第五集:電視武打明星（嘉賓）
- 2010年 《今日VIP》

## 電影
| 年代 | 片名                         | 角色         |
| 1970 | 斷魂刀                       |              |
| 1970 | 神劍游龍                     |              |
| 1971 | 金印仇                       |              |
| 1971 | 刀不留人                     |              |
| 1971 | 鬼怒川                       |              |
| 1971 | 鍾馗娘子                     |              |
| 1971 | 天龍八將                     |              |
| 1971 | 鳳飛飛                       |              |
| 1972 | 餓虎狂龍                     |              |
| 1972 | 霹靂拳                       |              |
| 1972 | 鐵掌旋風腿                   |              |
| 1972 | 亡命徒                       |              |
| 1972 | 黑名單                       |              |
| 1972 | 林沖夜奔                     |              |
| 1972 | 合氣道                       |              |
| 1972 | 大內高手                     |              |
| 1972 | 吉祥賭坊                     |              |
| 1972 | 黃色殺手                     |              |
| 1972 | 淘氣公主                     |              |
| 1973 | 女英雄飛車奪寶               |              |
| 1973 | 猛虎下山                     |              |
| 1973 | 雙龍出海                     |              |
| 1973 | 趕盡殺絕                     |              |
| 1974 | 香港小教父                   | 王雷         |
| 1974 | 神龍小虎闖江湖               | 小金龍       |
| 1975 | 神拳飛龍                     |              |
| 1975 | 生龍活虎小英雄               |              |
| 1975 | 賭人頭                       |              |
| 1975 | 香港超人大破摧花黨           |              |
| 1976 | 三傻笨探小福星               |              |
| 1977 | 李三腳威震地獄門             | 李小龍       |
| 1977 | 破戒                         |              |
| 1977 | 黑帶空手道                   |              |
| 1977 | 黃飛鴻四大弟子               | 鬼腳七       |
| 1978 | 廣東十虎                     | 周泰         |
| 1978 | 飛渡捲雲山                   |              |
| 1978 | 過江龍獨闖虎穴               |              |
| 1979 | 鶴拳                         | 王隱林       |
| 1979 | 瘋拳癲腿                     |              |
| 1979 | 十二潭腿                     |              |
| 1979 | 刁禽雙絕                     |              |
| 1979 | 霹靂卡滋滋                   |              |
| 1979 | 大教頭與騷娘子               | 霍栩         |
| 1980 | 阿燦正傳                     |              |
| 1980 | 旋風連環腿                   |              |
| 1980 | 武師、花旦、大流氓           |              |
| 1980 | 達摩五形拳                   |              |
| 1980 | 係咁先                       |              |
| 1981 | 飛刀·又见飞刀                |              |
| 1982 | 幫規                         |              |
| 1983 | 風生水起                     |              |
| 1985 | 通天拍擋                     |              |
| 1988 | 猛鬼佛跳牆                   | 佛跳牆       |
| 1988 | 血戰五台山                   | 楊五郎       |
| 1988 | 殭屍鬥巫師                   |              |
| 1988 | 猛鬼醫院                     |              |
| 2004 | 功夫                         | 火雲邪神     |
| 2006 | 功夫猴拳                     |              |
| 2007 | 戚家軍                       |              |
| 2007 | 功夫無敵                     |              |
| 2007 | 軍雞                         | 望月謙介     |
| 2008 | 蠍子                         | 赤城         |
| 2009 | 截拳道                       |              |
| 2009 | 功夫廚神                     | 黃秉基       |
| 2010 | 越光寶盒                     | 火雲邪神     |
| 2010 | 打擂台                       | 林良淳       |
| 2010 | 龍鳳店                       |              |
| 2010 | 最・危險人物                 | 炮哥         |
| 2012 | 一代宗師                     |              |
| 2012 | 太極1從零開始                | 董爺         |
| 2013 | 不二神探                     | 劉星         |
| 2018 | 王者联盟(網絡電影)           |              |
| 2018 | 七號公館                     | 天赐         |
| 2018 | 功夫聯盟                     | 喬山虎(客串) |
| 2018 | 火云邪神之降龙十八掌         | 火云邪神     |
| 2019 | 如珠如寶                     | 龍叔         |
| 2019 | 功夫小镇(網絡電影)           |              |
| 2020 | 火雲邪神之修羅面具(網絡電影) |              |
| 2020 | 硬击(網絡電影)               |              |
| 2021 | 南海鲛人(網絡電影)           |              |

## 外部連結
梁小龍的新浪微博